# Мещеряков, Иван Иванович
Ива́н Ива́нович Мещеряко́в (3 (16) сентября 1908, Нижняя Добринка, Камышинский уезд, Саратовская губерния—8 февраля 1942, Ржев, Калининская область) — советский военный лётчик-истребитель, гвардии капитан, участник Великой Отечественной войны, принимал участие в битвах за Москву и за Ржев, командир эскадрильи 5-го гвардейского истребительного авиационного полка в составе 47-й смешанной авиационной дивизии Калининского фронта, Герой Советского Союза (посмертно).

## Биография
Иван Мещеряков родился 3 (16) сентября 1908 года в волостном селе Нижняя Добринка Камышинского уезда Саратовской губернии в небогатом доме крестьянина Ивана Мещерякова.
Окончил местную семилетнюю школу, поступил в одно из ремесленных училищ города Сталинграда. После получения среднего профессионального образование работал на одном из заводов областного центра, одновременно получив образование в вечерней школе.
В 1930 году, для прохождения срочной службы был призван в 12-й кавалерийский полк войск ОГПУ при СНК СССР.
После службы, в 1933 году, поступил на авиационное отделение Харьковского пограничного училища ОГПУ при СНК СССР имени Ф. Э. Дзержинского. В 1932 году вступил в ряды Коммунистической партии Советского союза.
В 1938 году, с отличием окончив училище, был оставлен там для прохождения дальнейшей службы лётчиком-инструктором. Служил в 1-й отдельной авиаэскадрилье в Быкове на Украине, затем в 10-й авиаэскадрилье погранвойск НКВД в Гродно.
Великая Отечественная война застала И. И. Мещерякова в составе 10-й авиационной эскадрильи пограничных войск НКВД, которая базировалась на военном аэродроме Каролина под Гродно в западной Белоруссии.
В боевые действия вступил с июня 1941 года. После понесённых в первые дни войны больших потерь остатки эскадрильи были стянуты под Москву.
В начале октября 1941 года на Московском направлении в составе звена вылетел на перехват группы вражеских бомбардировщиков, в ходе воздушного боя сбил один из бомбардировщиков "юнкерс" таранным ударом (перерубив винтом стабилизатор и руль машины противника). Всего в ходе битвы за Москву (к декабрю 1941 года) гвардии капитан Иван Мещеряков совершил 135 боевых вылетов, участвовал в 15 воздушных боях, лично сбил 5 (7) вражеских самолётов.
Боевое задание на его последний полёт предусматривало прикрытие выходящих из окружения боевых порядков войск Красной армии. Вместе со своим ведомым — лейтенантом Чеховым, капитан Мещеряков вылетел в район Ржева. Их полёт проходил над прифронтовой полосой. Убедившись, что над лесом нет противника, Мещеряков направился к железнодорожной станции Ржев.
Вражеский ас зашёл сзади незаметно. Когда Мещеряков его увидел, уже не было времени совершить сложный манёвр, но враг промахнулся. Начался затяжной бой. Немецкий ас несколько раз уходил от огня, атаковал, стараясь зайти в хвост, но ЛаГГ-3 Мещерякова не позволял ему этого сделать. Лишь когда у Мещерякова закончился боезапас, немецкий ас, поняв это, приблизился близко к его самолёту, чтобы не промахнуться.
Ловкий манёвр Мещерякова позволил резко вывернуть самолёт и настичь противника, таранив его в фюзеляж. Удар оказался столь серьёзным, что оба пилота сразу погибли, не успев выпрыгнуть с парашютом.

## Награды
Указом Президиума Верховного Совета СССР «О присвоении звания Героя Советского Союза начальствующему и рядовому составу Красной Армии» от 5 мая 1942 года за «образцовое выполнение боевых заданий командования на фронте борьбы с немецкими захватчиками и проявленные при этом отвагу и геройство» удостоен посмертно звания Герой Советского Союза.
В наградном листе героя есть такие строки:

В период оборонительных боёв за Москву совершил 135 боевых вылетов. В 15 воздушных боях лично сбил 5 самолётов противника, в том числе один таранил.
В последнем воздушном бою 8 февраля 1942 года, израсходовав все боеприпасы, И. Мещеряков смело пошёл на таран вражеского самолёта и ценой своей жизни преградил путь к Москве вражескому бомбардировщику.

И. И. Мещеряков также награждён орденами Ленина, Красного Знамени и Красной Звезды, медалью «За оборону Москвы».

## Память
- Именем Мещерякова названа улица в Волгограде, в начале улицы установлена мемориальная доска;
- Бюст Героя установлен на его родине — в селе Нижняя Добринка Жирновского района Волгоградской области;
- Имя Мещерякова И. И. высечено на мемориале на аллее Героев, заложенной выпускниками ХВВАУЛ в городе Чугуеве Харьковской области Украины.